# Алея шахідів
Алея Шахідів (азерб. Şəhidlər Xiyabanı ; до 1990 р. — Парк Кірова / Нагорний парк, азерб. Кіров парк / Дағлиг Парк) — братська могила в Баку, де поховані «шахіди» — здебільшого жертви «Чорного січня» (126 осіб) і азербайджанці, загиблі під час Карабаської війни. На Алеї існує також безіменна могила, в якій поховані невпізнані тіла вбитих.

## Історія
На місці Алеї Шахидів раніше розташовувалося мусульманське кладовище, де були поховані тіла жертв березневих подій 1918 року в Баку. Після встановлення радянської влади в 1920 році кладовище було знищено, поховані тіла вивезені, а на цьому місці був закладений парк імені Сергія Кірова.

### Події 1990 року
У січні 1990 року в Нагорний парк були перенесені з площі «Азадлиг» (азерб. Azadlıq meydanı — «площа свободи», колишня «площа Леніна») тіла людей, загиблих в ході трагічних подій в ніч з 19 на 20 січня 1990 року. 20-21 січня на алеї було викопано понад 120 могил. Похорон тривали кілька годин. 22 січня були поховані ще 50 осіб. Троє з них були жертвами березневої різанини 1918 року, тіла яких були виявлені в парку при ритті могил. На всіх трьох могилах написано «Шахіди 1918». На могили і місця смертей були розставлені квіти, в основному червоні гвоздики, що перетворилась в Азербайджані у траурну квітку.

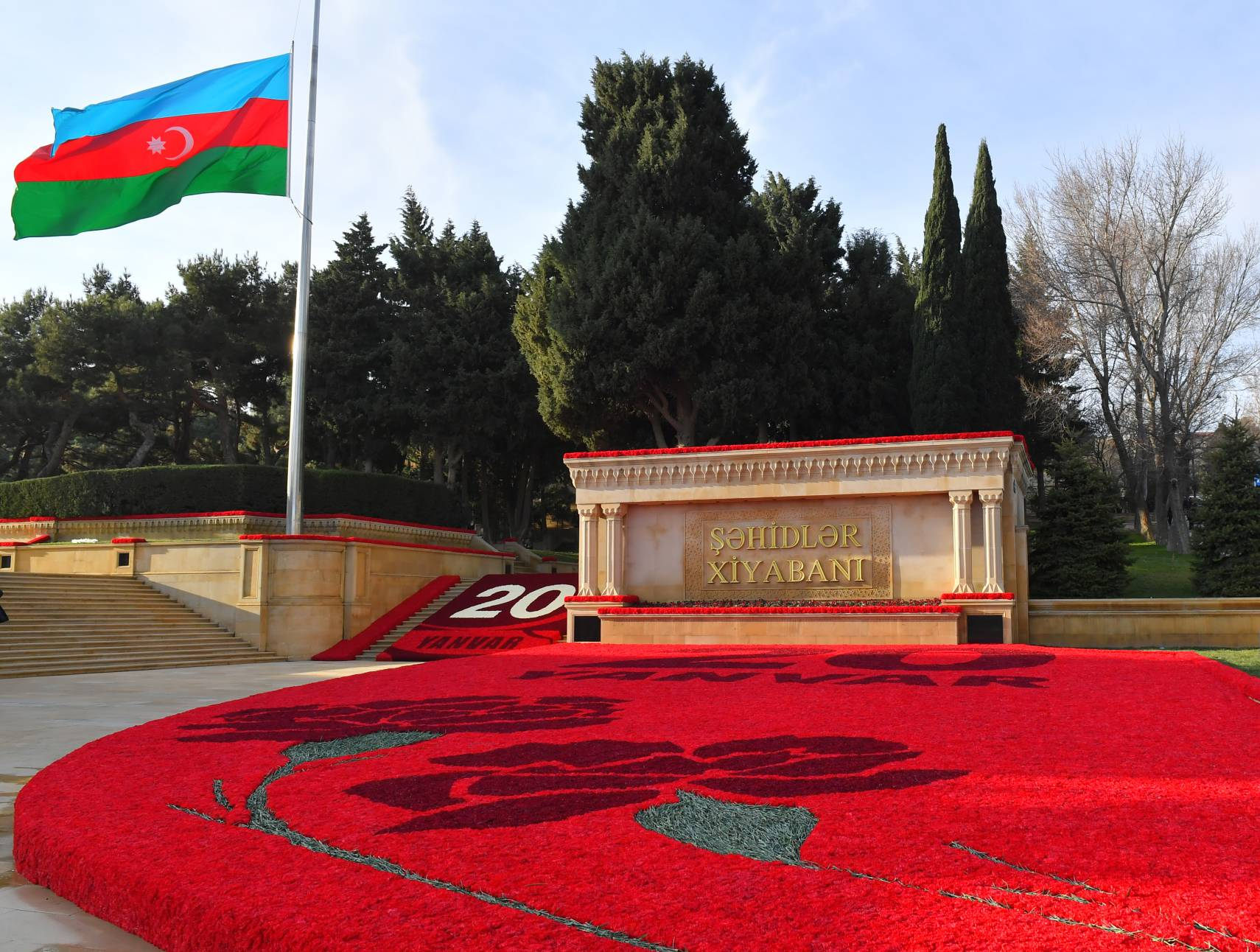
2024

## Пам'ять
17 січня 2000 року президент Азербайджанської Республіки Гейдар Алієв видав указ «Про присвоєння почесного звання „Шахід 20 січня“», в якому наведено повний список загиблих і зниклих безвісти.
Алея Шахідів — одне з місць у Баку, які, як правило, відвідують почесні гості.

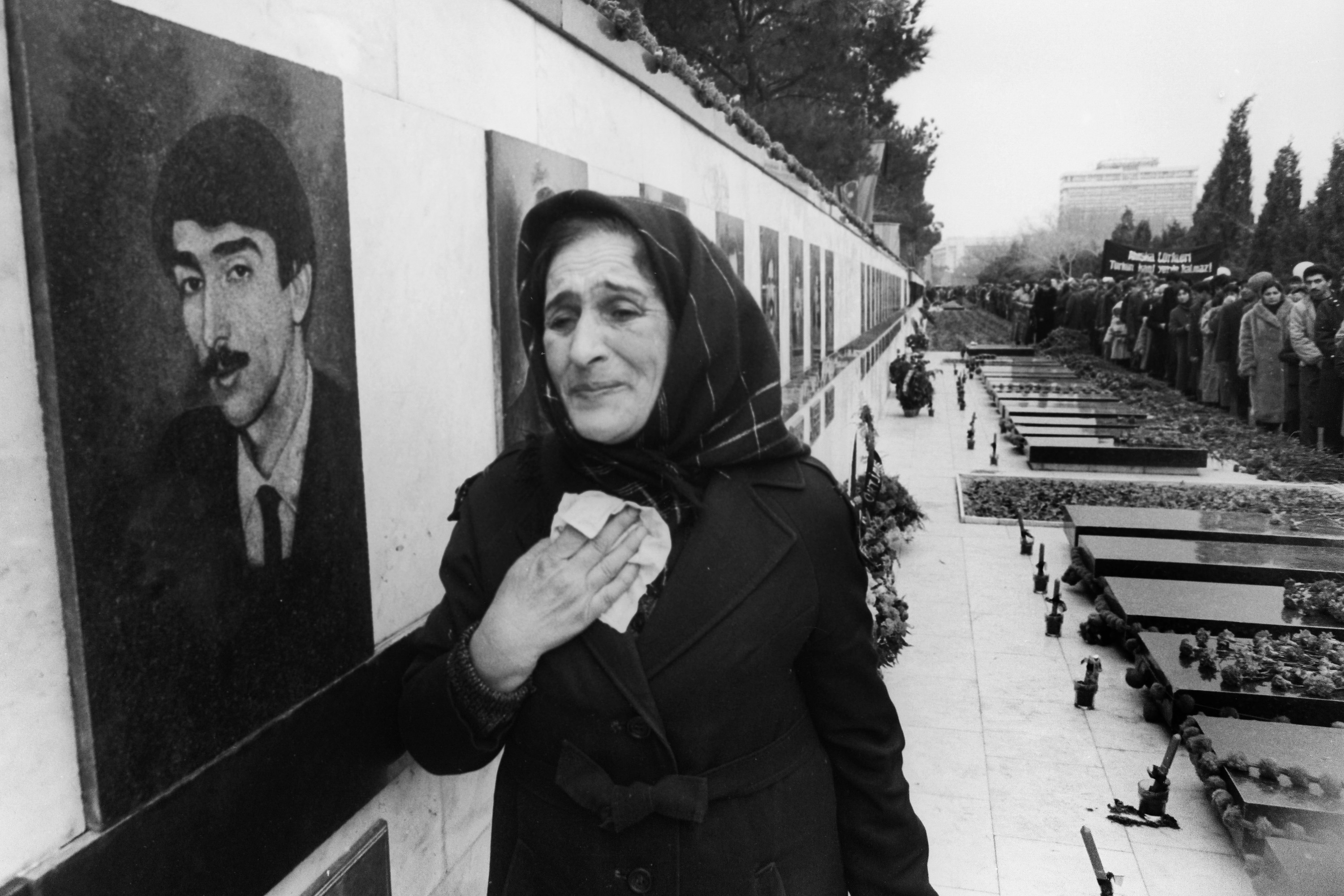
1992
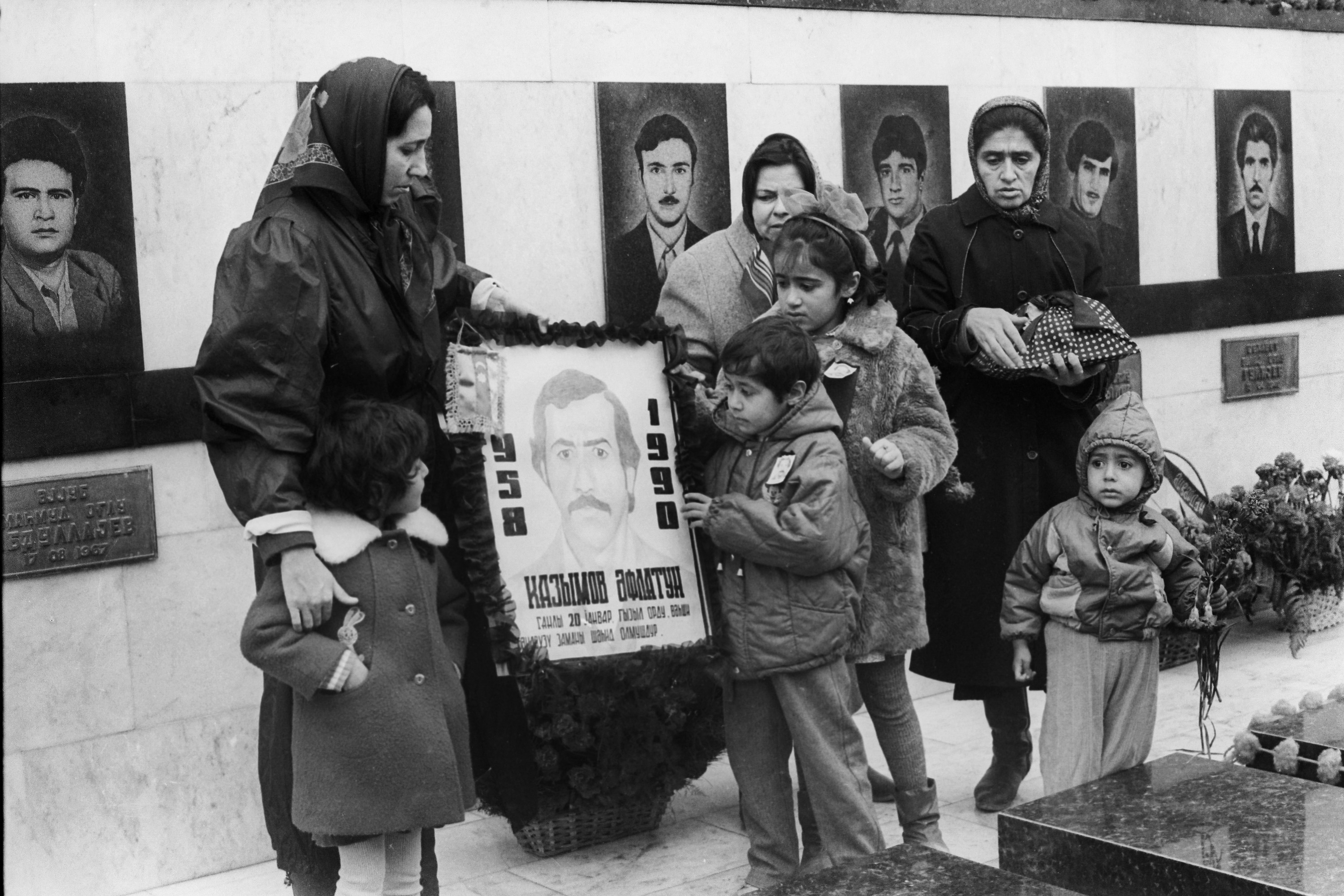
1992
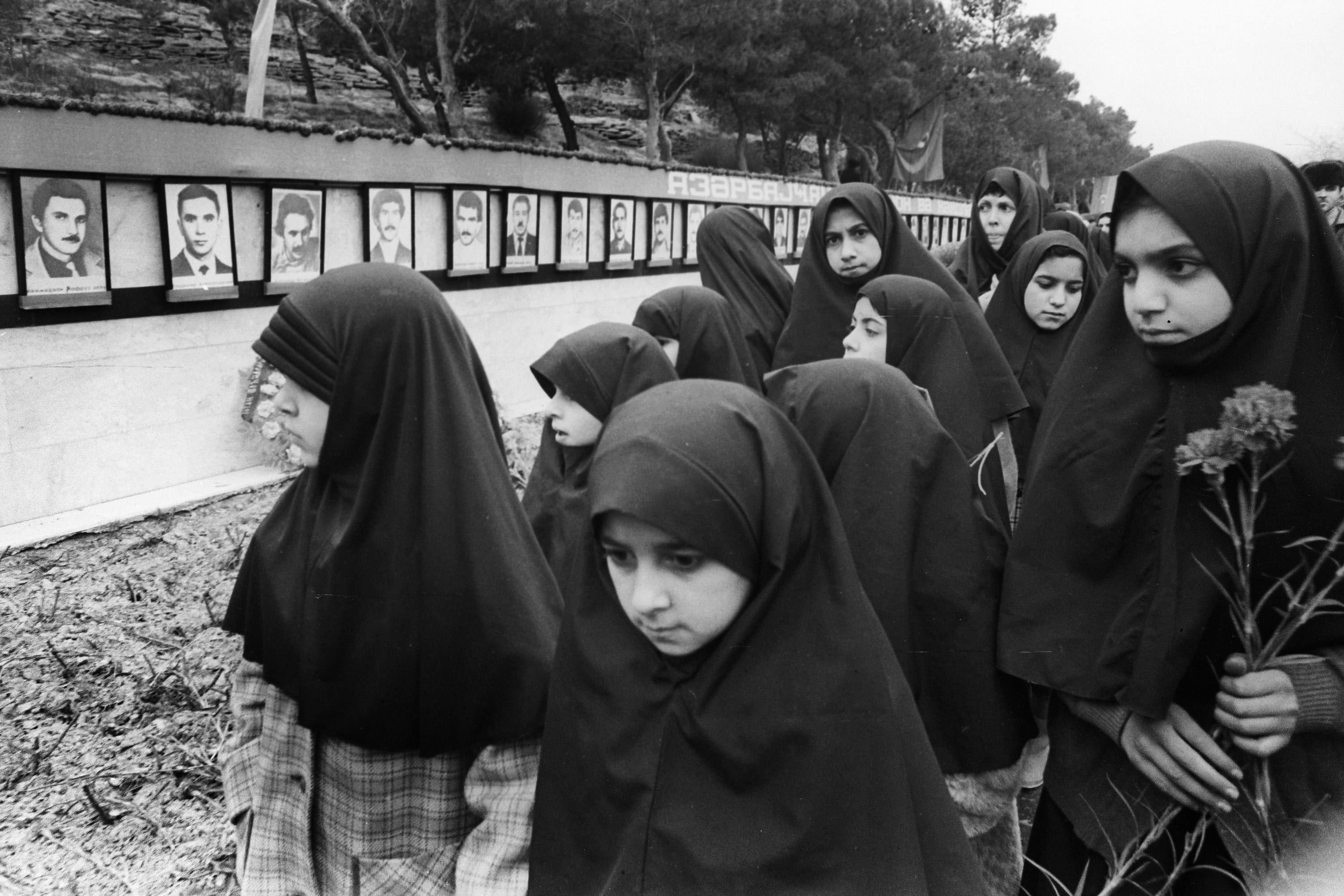
1992